# Ангелетос, Георгиос-Мариос
Гео́ргиос-Ма́риос Ангеле́тос (греч. Γεώργιος-Μάριος Αγγελέτος, английский вариант произношения Джордж-Ма́риос Анджеле́тос (англ. George-Marios Angeletos); род. 1975, Афины, Греция) — греческий учёный-экономист, известный специалист в области макроэкономики. Профессор Массачусетского технологического института (MIT) (с 2008 года) и Цюрихского университета (с 2013 года). Первый грек, ставший профессором экономического факультета MIT, который, имея в своём штате трёх лауреатов Нобелевской премии, наряду с Гарвардским университетом является ведущим в мире профильным отделением. Имеет h-индекс равный 26 и был процитирован более 6 450 раз (февраль 2017 года).
В 2015 году, за несколько дней до референдума в Греции по финансовой политике, опубликовал в The Huffington Post эмоциональную статью под названием «Αρκετά!» (рус. «Довольно!»), в которой призывал греков голосовать «ДА», то есть за принятие плана соглашения от «Тройки» (Европейской комиссии, Европейского центрального банка и Международного валютного фонда).
Член Эконометрического общества (2015).

## Биография

### Образование
Родился в 1975 году в Афинах (Греция).
Окончил Афинский университет экономики и бизнеса со степенями бакалавра гуманитарных наук «с наибольшим почётом» (1996) и магистра естественных наук «с наибольшим почётом» (1997) в области экономики. Достиг самой высокой оценки (GPA = 9,8 из 10) за всю историю учебного заведения.
Окончил Гарвардский университет со степенями магистра гуманитарных наук (2000) и доктора философии (2001) в области экономики. Докторскую диссертацию, посвящённую изучению управления государственным долгом, подготовил и защитил под руководством известных учёных Роберта Барро (основной куратор), Альберто Алесины и Н. Грегори Мэнкью, а также Дэвида Лейбсона и Лорана-Эммануэля Кальве.
Сразу же по окончании Гарварда получил предложение занять должность ассистент-профессора, среди прочих, в Массачусетском технологическом институте (MIT), Чикагском университете, Йельском университете и Миннесотском университете. В конечном счёте Ангелетос выбрал MIT.

### Карьера
В 2001—2008 годах последовательно занимал должности ассистент-профессора (2001—2006), ассоциированного профессора (2006—2007) и штатного ассоциированного профессора (2007—2008) экономического факультета MIT.
В 2005 году получил первое приглашение на работу в качестве штатного профессора от Колумбийского университета, а вскоре и от Принстонского университета, Стэнфордского университета и MIT, в итоге оставшись работать в последнем.
Осенью 2005 года — приглашённый исследователь в Федеральном резервном банке Миннеаполиса.
Весной 2006 года — приглашённый исследователь на экономическом факультете Гарвардского университета.
В 2010—2011 годах — приглашённый профессор экономического факультета Гарвардского университета.
С 2008 года — профессор экономического факультета MIT.
С 2013 года — профессор экономического факультета Цюрихского университета.
В 2005—2008 годах — помощник редактора рецензируемых научных журналов «The Economic Journal», «Economic Theory» (2005—2008), «Теоретическая экономика» и «Журнала Европейской экономической ассоциации» (2007—2008).
С 2008 года — соредактор «Журнала Европейской экономической ассоциации».
Является рецензентом-экспертом научных журналов «The American Economic Review», «Journal of Political Economy», «Econometrica», «Quarterly Journal of Economics», «The Review of Economic Studies», «Journal of Economic Theory», «Journal of Monetary Economics», «Review of Economic Dynamics», «The Review of Economics and Statistics», «Journal of the European Economic Association», «Journal of Public Economics», «Economic Theory», «The Economic Journal», «Economics Letters», «Journal of Money, Credit and Banking», «The B.E. Journal of Macroeconomics», «The Scandinavian Journal of Economics» и «Journal of Theoretical Political Economy».
Организатор и участник многих научных конференций.
Занимается исследованиями в рамках программ Национального бюро экономических исследований (США).

## Научно-исследовательская работа
В сферу основных научных интересов Ангелетоса входят макроэкономическая теория, налогово-бюджетная и денежно-кредитная политика, экономические циклы и неполные рынки, а также международная и поведенческая экономика.
Вслед за работами Стивена Морриса и Хён Сун Сина внёс заметный вклад в область глобальных игр.
Последние исследования посвящены изучению роли рассредоточенной информации в экономическом цикле, важной роли денежных рынков для деловых операций и макроэкономических величин, а также значения экономической политики в координации рынков, сглаживании экономических колебаний и предотвращении финансовых кризисов.

## Премии и стипендии
Лауреат престижных исследовательских премий и стипендий.
- 1989 — Бронзовая медаль Национальной олимпиады по математике и Награда III степени Всегреческой математической олимпиады от Греческого математического общества[англ.].
- 1992—1996 — стипендии и почётный приз как самому лучшему студенту от Афинского университета экономики и бизнеса, а также Фонда Г. Халкиопулоса.
- 1992—1996 — стипендия от Ротари-клуба в Афинах.
- 1992—1997 — стипендии от Фонда государственных стипендий[англ.] (Греция).
- 1994—1996 — гранты от Коммерческого банка Греции[англ.].
- 1997 — стипендия от Фонда Ротари[англ.] (Ротари Интернешнл).
- 1997 — грант по Программе Фулбрайта (не была принята во избежание визового ограничения).
- 1997—1999 — стипендия для выпускника от Гарвардского университета.
- 1997—2000 — стипендия для выпускника от Фонда имени Александра Онассиса.
- 1999 — Премия Дэниеллиана от Международной экономической ассоциации[англ.].
- 1999—2000 — Стипендия Брэдли.
- 1999—2001 — грант для обучающегося от Гарвардского университета.
- 2000 — Мемориальная премия Саймона Кузнеца.
- 2005 — Review of Economic Studies European Tour.
- 2005—2006, 2007—2010 — исследовательские гранты от Национального научного фонда (США).
- 2006—2008 — стипендия для проведения исследований от Фонда Альфреда Слоуна.
- 2008 — Премия Бодосакиса в области общественных наук от Фонда Бодосакиса (Греция)[1][5][9][17].

## Личная жизнь
Женат на Стилиани (Стелле) Маркулаки, в браке с которой имеет сыновей Аристотеля и Вирона. Проживают в Бостоне.

## Публикации
Является автором множества статей на тему макроэкономики и политики в управлении. Имеет публикации в авторитетных рецензируемых научных журналах, в основном в «The American Economic Review», «Econometrica», «Journal of Political Economy» и «Quarterly Journal of Economics» — четырёх ведущих мировых журналах в области экономики.
- «Selection-Free Predictions in Global Games with Endogenous Information and Multiple Equilibria», Theoretical Economics, vol. 8, no. 3 (Sept. 2013), with A. Pavan.
- «Sentiments», Econometrica, vol. 81, no. 2, pp. 739—779 (March 2013), with J. La’O.
- «Fairness and Redistribution: Reply», American Economic Review, vol. 103, no. 1 (Feb. 2013), with A. Alesina and G. Cozzi.
- «Financial Integration, Entrepreneurial Risk and Global Dynamics», Journal of Economic Theory, vol. 146, no. 3 (May 2011), with V. Panousi.
- «Volatility and Growth: Credit Constraints and the Composition of Investment», Journal of Monetary Economics, vol. 57, no. 3 (April 2010), with P. Aghion, A. Banerjee and K. Manova.
- «Noisy Business Cycles», NBER Macroeconomics Annual 2009, with J. La’O.
- «Incomplete Information, Higher-Order Beliefs, and Price Inertia», Journal of Monetary Economics, vol. 56:S, pp. 19-37. (Oct. 2009), with J. La’O.
- «Policy with Dispersed Information», Journal of the European Economic Association, vol. 7, no. 1, pp. 11-60 (March 2009), with A. Pavan.
- «Revisiting the Supply-Side Effects of Government Spending», Journal of Monetary Economics, vol. 56, no. 2 (March 2009), with V. Panousi.
- «Efficient Use of Information and Social Value of Information», Econometrica, vol. 75, no. 4, pp. 1103—1142 (July 2007), with A. Pavan.
- «Dynamic Global Games of Regime Change: Learning, Mutliplicity and Timing of Attacks», Econometrica, vol. 75, no. 3, pp. 711—756 (May 2007), with C. Hellwig and A. Pavan.
- «Socially Optimal Coordination: Characterization and Policy Implications», Journal of the European Economic Association, vol. 5, no. 2-3, pp. 585—593 (May 2007), with A. Pavan.
- «Uninsured Idiosyncratic Investment Risk and Aggregate Saving», Review of Economic Dynamics, vol. 10, no. 1, pp. 1-30 (Jan. 2007).
- «Crises and Prices: Information Aggregation, Multiplicity, and Volatility», American Economic Review, vol. 96, no. 5, pp. 1720—1736 (Dec. 2006), with I. Werning.
- «Idiosyncratic Production Risk, Growth, and the Business Cycle», Journal of Monetary Economics, vol. 53, no. 6, pp. 1095—1115 (Sept. 2006), with L. Calvet.
- «Signaling in a Global Game: Coordination and Policy Traps», Journal of Political Economy, vol. 114, no. 3, pp. 452—486 (June 2006), with C. Hellwig and A. Pavan.
- «Commitment vs. Flexibility», Econometrica, vol. 74, no. 2, pp. 365—396 (March 2006), with M. Amador and I. Werning.
- «Corruption, Inequality and Fairness», Journal of Monetary Economics, vol. 52, no. 7, pp. 1227—1244 (Oct. 2005), with A. Alesina.
- «Fairness and Redistribution», American Economic Review, vol. 95, no. 3, pp. 960—980 (Sept. 2005), with A. Alesina.
- «Incomplete-Market Dynamics in a Neoclassical Production Economy», Journal of Mathematical Economics, vol. 41, no. 4, pp. 407—438 (Aug. 2005), with L. Calvet.
- «Transparency of Information and Coordination in Economies with Investment Complementarities», American Economic Review, vol. 94, no. 2, pp. 91-98 (May 2004), with A. Pavan.
- «Comment on „Optimal Fiscal and Monetary Policy“» by Benigno and Woodford, NBER Macroeconomics Annual 2003, pp. 350—361 (April 2003).
- «Fiscal Policy with Non-Contingent Debt and the Optimal Maturity Structure», Quarterly Journal of Economics, vol. 117, no. 2, pp. 1105—1131 (Aug. 2002).
- «The Hyperbolic Buffer Stock Model: Calibration, Simulation, and Empirical Evaluation», Journal of Economic Perspectives, vol. 15, no. 3, pp. 47-68 (Aug. 2001), with D. Laibson, J. Tobacman, S. Weinberg, and A. Repetto.[1][5]

а также:
- "Optimal Monetary Policy with Informational Frictions, " revision requested, Journal of Political Economy, with J. La’O.
- "Cycles, Gaps, and the Social Value of Information, " revision requested, American Economic Review, with J. La’O and L. Iovino.
- "Beauty Contests and Irrational Exuberance, " revision requested, Econometrica, with G. Lorenzoni and A. Pavan.
- "Quantifying Sentiments, " with F. Collard and H. Dellas.
- «Confidence and the Business Cycle: An Empirical Investigation?».
- "Optimal Public Debt Management and Liquidity Provision, " with F. Collard, H. Dellas, and B. Diba.
- "Efficiency and Policy with Endogenous Learning, " with J. La’O.
- "A Note on the Friedman Rule, " with F. Collard, H. Dellas, and B. Diba.
- «Belief Inertia in DSGE,» with F. Collard and H. Dellas.
- «Idiosyncratic Sentiment and Coordination Failure».[1][5]